# Валь-д'Епі
Валь-д'Епі́ (фр. Val-d'Épy) — муніципалітет у Франції, у регіоні Бургундія-Франш-Конте, департамент Жура. Населення — 310 осіб (01.01.2021).
Муніципалітет розташований на відстані близько 360 км на південний схід від Парижа, 110 км на південний захід від Безансона, 35 км на південь від Лонс-ле-Соньє.

## Історія
У 1956-2015 роках муніципалітет перебував у складі регіону Франш-Конте. Від 1 січня 2016 року належить до нового об'єднаного регіону Бургундія-Франш-Конте.
1 січня 2016 року до Валь-д'Епі приєднали колишні муніципалітети Флорантія, Нанте і Сено.
1 січня 2018 року до Валь-д'Епі приєднали колишній муніципалітет Ла-Бальм-д'Епі.

## Демографія
Динаміка населення (INSEE ):
Розподіл населення за віком та статтю (2006):
| Стать | Всього | До 15 років | 15-24 | 25-44 | 45-64 | 65-85 | Понад 85 |
| --- | ------ | ----------- | ----- | ----- | ----- | ----- | -------- |
| Чоловіки | 76     | 16          | 8     | 16    | 20    | 16    | 0        |
| Жінки | 56     | 0           | 4     | 16    | 20    | 8     | 8        |
| \| Статево-вікова піраміда \| Статево-вікова піраміда \| Статево-вікова піраміда \| \| ----------------------- \| ----------------------- \| ----------------------- \| \| Чоловіки \| Вік \| Жінки \| \| 0 \| 85 + \| 8 \| \| 8 \| 80-84 \| 4 \| \| 0 \| 75-79 \| 0 \| \| 0 \| 70-74 \| 4 \| \| 8 \| 65-69 \| 0 \| \| 8 \| 60-64 \| 0 \| \| 8 \| 55-59 \| 8 \| \| 4 \| 50-54 \| 12 \| \| 0 \| 45-49 \| 0 \| \| 8 \| 40-44 \| 4 \| \| 0 \| 35-39 \| 4 \| \| 4 \| 30-34 \| 0 \| \| 4 \| 25-29 \| 8 \| \| 4 \| 20-24 \| 4 \| \| 4 \| 15-20 \| 0 \| \| 8 \| 10-14 \| 0 \| \| 0 \| 5-9 \| 0 \| \| 8 \| 0-4 \| 0 \| |        |             |       |       |       |       |          |
| Статево-вікова піраміда |        |             |       |       |       |       |          |
| Чоловіки | Вік    | Жінки       |       |       |       |       |          |
| 0 | 85 +   | 8           |       |       |       |       |          |
| 8 | 80-84  | 4           |       |       |       |       |          |
| 0 | 75-79  | 0           |       |       |       |       |          |
| 0 | 70-74  | 4           |       |       |       |       |          |
| 8 | 65-69  | 0           |       |       |       |       |          |
| 8 | 60-64  | 0           |       |       |       |       |          |
| 8 | 55-59  | 8           |       |       |       |       |          |
| 4 | 50-54  | 12          |       |       |       |       |          |
| 0 | 45-49  | 0           |       |       |       |       |          |
| 8 | 40-44  | 4           |       |       |       |       |          |
| 0 | 35-39  | 4           |       |       |       |       |          |
| 4 | 30-34  | 0           |       |       |       |       |          |
| 4 | 25-29  | 8           |       |       |       |       |          |
| 4 | 20-24  | 4           |       |       |       |       |          |
| 4 | 15-20  | 0           |       |       |       |       |          |
| 8 | 10-14  | 0           |       |       |       |       |          |
| 0 | 5-9    | 0           |       |       |       |       |          |
| 8 | 0-4    | 0           |       |       |       |       |          |

## Економіка
2010 року серед 90 осіб працездатного віку (15—64 років) 70 були активними, 20 — неактивними (показник активності 77,8%, у 1999 році було 65,8%). З 70 активних мешканців працювало 67 осіб (37 чоловіків та 30 жінок), безробітними було 3 (2 чоловіки та 1 жінка). Серед 20 неактивних 4 особи були учнями чи студентами, 13 — пенсіонерами, 3 були неактивними з інших причин.

У 2010 році в муніципалітеті числилось 70 оподаткованих домогосподарств, у яких проживали 148,5 особи, медіана доходів виносила 16 665 євро на одного особоспоживача